# Kara Zediker
Kara Zediker é uma atriz estadunidense, mais conhecida por suas participações em séries de televisão, como 24, Charmed, Hercules: The Legendary Journeys e Joan of Arcadia.

## Filmografia

### Televisão
- 2006 Without a Trace como Stacy Russell
- 2005 CSI como Amber Durgee
- 2004 Enterprise como T'Pau
- 2004 Charmed como Penny Halliwell
- 2003 Joan of Arcadia como Sara Bonner
- 2002 Strong Medicine como Mimi
- 2002 24 como Elizabeth Nash
- 2000 The King of Queens como Lynn
- 2000 Becker como Debbie
- 1999 The Pretender como Ivy
- 1997 Hercules: The Legendary Journeys como Serena
- 1993 The Untouchables como Gina Pagano

### Cinema
- 2002 Random Shooting in LA como Claire
- 2002 Hip! Edgy! Quirky! como Stacy
- 2001 Rock Star como Marci
- 2000 Standing by como Molly
- 1999 The Sex Monster como Ellen
- 1992 The Babe como Redhead